# Pyeonghwa Zunma 2008
Der Pyeonghwa Zunma 2008 ist eine Limousine, welche in der Mittelklasse angesiedelt ist. Er wird wahrscheinlich seit 2013 von Pyeonghwa in Nordkorea gefertigt. Vermutlich handelt es sich um CKD-Bausätze oder um mittels Badge-Engineering umgerüstete Fahrzeuge von FAW-Volkswagen (China). Er entspricht den VW Magotan CC (bzw. VW CC). Er verfügt über vier Türen und fünf Sitzplätze und kann mittels Autogas betrieben werden.